# Образцово (Орловский район)
Образцово — деревня в Орловской области России. 
В рамках административно-территориального устройства входит в Образцовский сельсовет Орловского района, в рамках организации местного самоуправления — в Орловский муниципальный округ.

## География
Расположена на западной границе города Орла. На северо-востоке также примыкает к посёлку Зареченский.

## Население
| 2002 | 2010 | 2021  |
| ---- | ---- | ----- |
| 998  | ↘901 | ↗4083 |

Согласно результатам переписи 2002 года, в национальной структуре населения русские составляли 94 % от жителей.

## История
С 2004 до 2021 гг. в рамках организации местного самоуправления деревня входила в Образцовское сельское поселение, упразднённое вместе с преобразованием муниципального района со всеми другими поселениями путём их объединения в Орловский муниципальный округ.